# Zarina Sitkazinowa
Zarina Sitkazinowa (ur. 20 marca 1993 w Uralsku w Kazachstanie) – kazachska siatkarka, grająca jako przyjmująca. Obecnie występuje w drużynie Gracyja KZ.